# 吉田尚史
吉田 尚史（よしだ たかし、1975年5月11日 - ）は、日本の元ラグビー選手で元日本代表（15人制、7人制）。

## プロフィール
- 長崎県出身。
- ポジションはフルバック(FB)。
- 身長 181cm、体重 80kg
- 日本代表キャップは4。

## 来歴
長崎北高校、専修大学を経て、サントリーサンゴリアスに加入。2003年、ラグビーワールドカップ日本代表にも選出された。その後三洋電機ワイルドナイツ（現パナソニックワイルドナイツ）に移籍し、2011年釜石シーウェイブスに加入。2シーズンプレーした。退団後、東洋大学のBKコーチに就任し、現在はヘッドコーチを兼任している。

## 経歴
- 長崎北高校ラグビー部
- 専修大学ラグビー部
- サントリーサンゴリアス
- 三洋電機ワイルドナイツ（現パナソニックワイルドナイツ）
- 釜石シーウェイブス
- 東洋大学ラグビー部BKコーチ兼任ヘッドコーチ